# Підрив Києва 1941 року

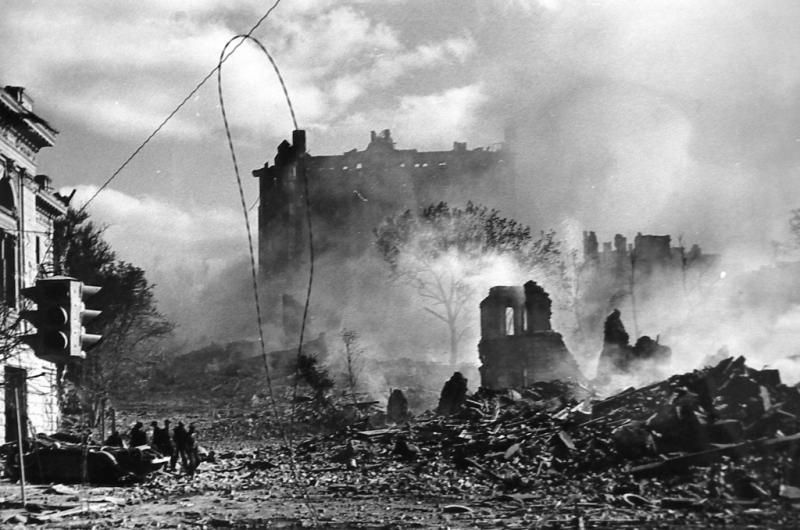
Руїни підірваного дому Гінзбурга

Підрив Києва 1941 року — проведена восени 1941 року радянська спецоперація зі знищення в окупованому німцями Києві важливих об'єктів життєзабезпечення (електростанції, водопроводу, мостів через Дніпро, адміністративних будівель), а також Успенського собору Києво-Печерської лаври і житлових будинків у центрі міста, переважно на Хрещатику. Унаслідок вибухів і пожежі, яка тривала від 24 до 29 вересня, історичний центр Києва зазнав нищівного руйнування. Всього в районі Хрещатика зруйнували 324 будівлі, тисячі киян залишилися без даху над головою.
Нацисти використали диверсію як привід для «розв'язання єврейського питання» у Києві. Лише 29 та 30 вересня 1941 року у Бабиному Яру стратили майже 34 тисячі євреїв.

## Тактика спаленої землі

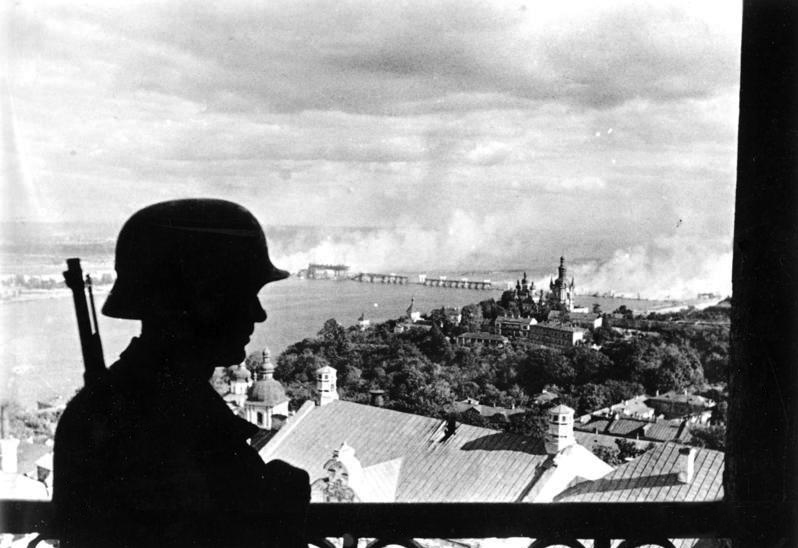
На задньому плані горить зруйнований Наводницький міст через Дніпро

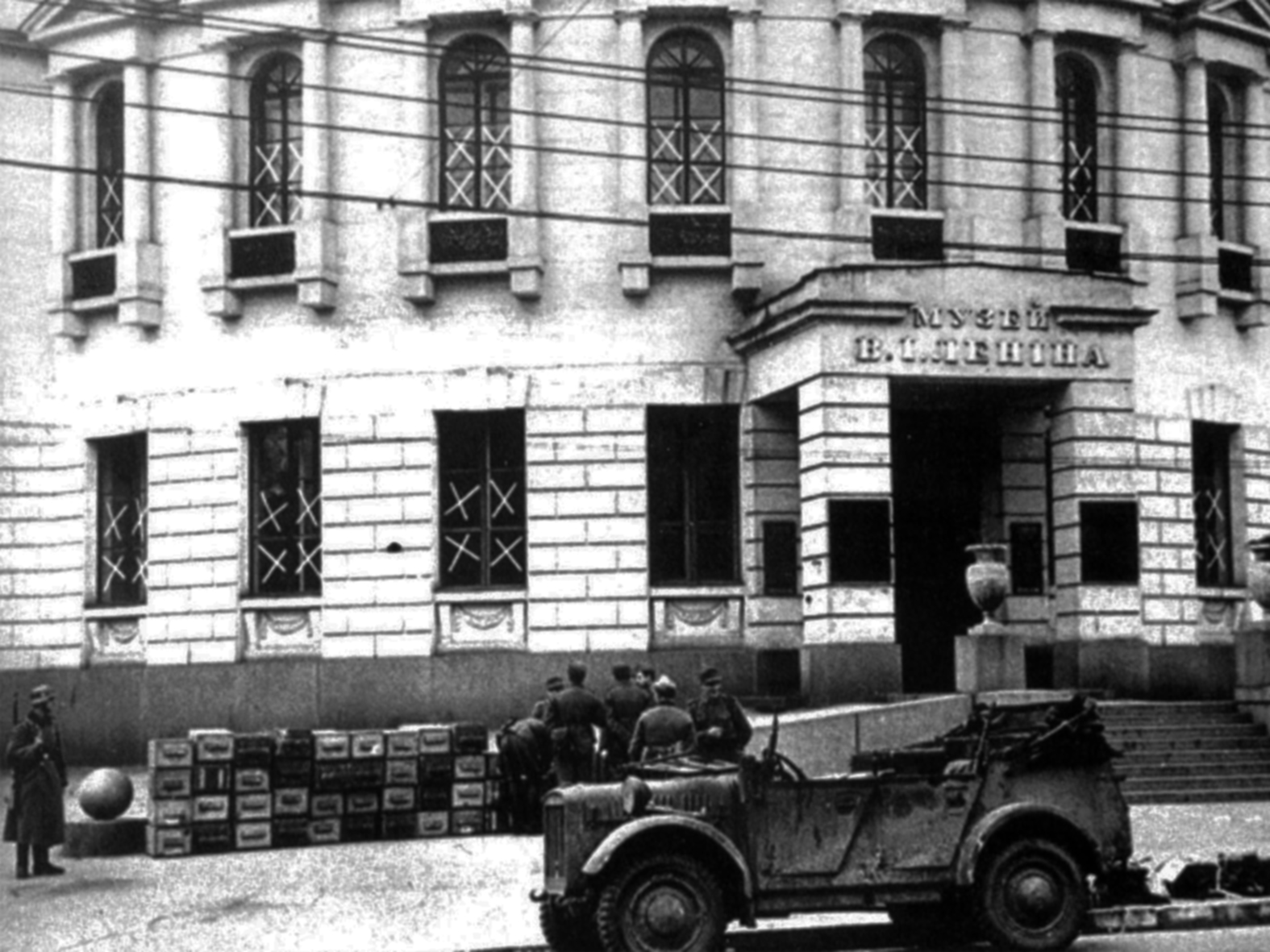
Ящики із знешкодженими мінами біля Музею Леніна, 22.09.1941

Радянське керівництво на чолі зі Сталіним, зазнавши поразки на початку німецько-радянської війни, вдалося до застосування тактики «спаленої землі».
Більшовицький провід закликав населення, партизанський рух, диверсійні групи громити тили німецької армії, підривати мости, рейки, підпалювати ліси, знищувати комунікації ворога, склади та інші об'єкти.
У Києві замінували всі важливі об'єкти життєзабезпечення — електростанції, водопровід, об'єкти залізничного транспорту, мости через Дніпро і підступи до них, поштамт, телеграф, АТС, всі великі адміністративні будівлі, Успенський собор Києво-Печерської лаври, музей Леніна, оперний театр, окремі великі житлові будинки у центрі міста.

## Виконавці
Не існує єдиної точки зору щодо відповідальних за знищення саме історичної частини Києва 1941 року.
За однією з версій, підрив Хрещатика і прилеглих вулиць організували підрозділи НКВС. Під час війни на інженерних диверсіях спеціалізувалася зокрема ОМСБОН НКВС.
Перш за все диверсанти НКВС здійснили підриви мостів. Коли 17 вересня 1941 року основні сили радянських військ почали відступ з Києва на лівий берег Дніпра, 4-та дивізія НКВС мала зупинити просування німецьких сил.
Начальник оперативного управління штабу Південно-Західного фронту І. Баграмян згодом згадував:
|  | Одним із найвідповідальніших заходів з організації евакуації Києва було забезпечення своєчасного вибуху мостів через Дніпро. Сапери 37-ї армії при безпосередній участі командування 4-ї дивізії НКВС закінчили підготовку мостів до вибуху ще в перших числах вересня». |

Відповідальність за вибух дніпровських мостів поклали на командира 4-ї дивізії НКВС Федора Мажиріна, якого, за висловом наркома внутрішніх справ УРСР Василя Сергієнка, призначили «останнім комендантом Києва». Серед безпосередніх виконавців мінування називали полковника Олександра Голдовича.
19 вересня злетіли у повітря залізничний, Дарницький, Наводницький дерев'яний мости, міст імені Євгенії Бош.
Загалом під час нацистської окупації в Києві діяло кілька диверсійних груп НКВС, зокрема група Івана Кудрі-«Максима».
Розсекречені документи Галузевого державного архіву СБУ по справі резидентури «Максим» не підтверджують участі групи Івана Кудрі в мінуванні та підриві будинків на Хрещатику у вересні 1941 року, а також Успенського собору Києво-Печерської лаври. Проте під час легендування групи в середині 1960-х років під час складання збірника було зроблено допущення, що група могла мати відношення до цих вибухів:
|  | У місті … не припинялися пожежі і вибухи, які набули особливого розмаху в період з 24 по 28 вересня 1941 року, в числі інших був підірваний склад із прийнятими від населення радіоприймачами, німецька військова комендатура, «кінотеатр для німців» тощо. І хоча ствердно ніхто не може сказати, хто конкретно здійснював подібні вибухи, що забрали в могилу сотні «завойовників», немає сумніву, що до цього доклали руку особи, які мали відношення до групи «Максима». |

За донесенням Кудрі, він разом зі своєю групою підірвав у Києві лише два будинки — кінотеатр і комендатуру, внаслідок чого загинули «сотні гітлерівців». Російський історик спецорганів А. Ведяєв вважає, що підпільники таким чином здійснили в Києві «акцію відплати».
Український письменник Юрій Краснощок на основі архівних матеріалів КДБ та численних спогадів очевидців, піддає сумніву роль групи «Максима-Кудрі» у диверсії.
У деяких російських публікаціях заслуги за підрив Хрещатика приписуються групі лейтенанта держбезпеки Карташова-«Коваленка».
У мінуванні Києва перед відступом брали участь армійські підрозділи. Напередодні відступу Червоної армії з Києва інженерний підрозділ полковника О. Голдовича 37-ї армії замінував важливі об'єкти життєзабезпечення Києва. У місті мінуванням військових, промислових об'єктів і транспортних розв'язок займалися три взводи спецмінування Головного військово-інженерного управління під командуванням лейтенантів М. Татарського, Б. Левченка і М. Красікова.
Згадують також про участь у мінуванні Києва групи з 50 професійних саперів-мінерів радянського диверсанта-підривника полковника І. Старинова.
Тільки під Києвом, не враховуючи самого міста, сапери встановили близько ста тисяч протитанкових і протипіхотних мін, шістнадцять кілометрів електризованих загороджень, прилади для вибуху на відстані по радіо. Підрив замінованих київських будинків радянське командування здійснювало дистанційно, за допомогою радіофугасів Ф-10.
Начальник інженерної служби штабу оборони Києва майор М. Чукарев у довідці «Інженерне забезпечення оборони Києва в 1941 р.» зазначав:
|  | На інженерний відділ штабу оборони міста Києва інженерним відділом 37 армії поклали завдання замінувати найважливіші об'єкти міста, які супротивник може використати у своїх цілях. Цю роботу було виконано в масштабах, дозволених становищем того часу. Сотні мін вибухало з приходом частин німецької армії до міста Київ. Стіни й цілі будівлі падали на голови німецько-фашистських загарбникі.. |

У радянську добу у руйнуванні центра Києва та Успенського собору звинувачували німецьких окупантів:
|  | Своє перебування в Києві, гітлерівці відзначили варварським руйнуванням підприємств, житлових будинків, театрів, клубів, бібліотек, спортивних споруд та ін. Вони підірвали і спалили всі будинки на центральній магістралі міста — Хрещатику та прилеглих до нього вулицях. Від площі Калініна до Бессарабки на місці багатоповерхових споруд залишилися безформні купи заліза та цегли. Руйнування Києва гітлерівці з провокаційною метою приписали діям більшовиків-підпільників. |

## Вереснева пожежа

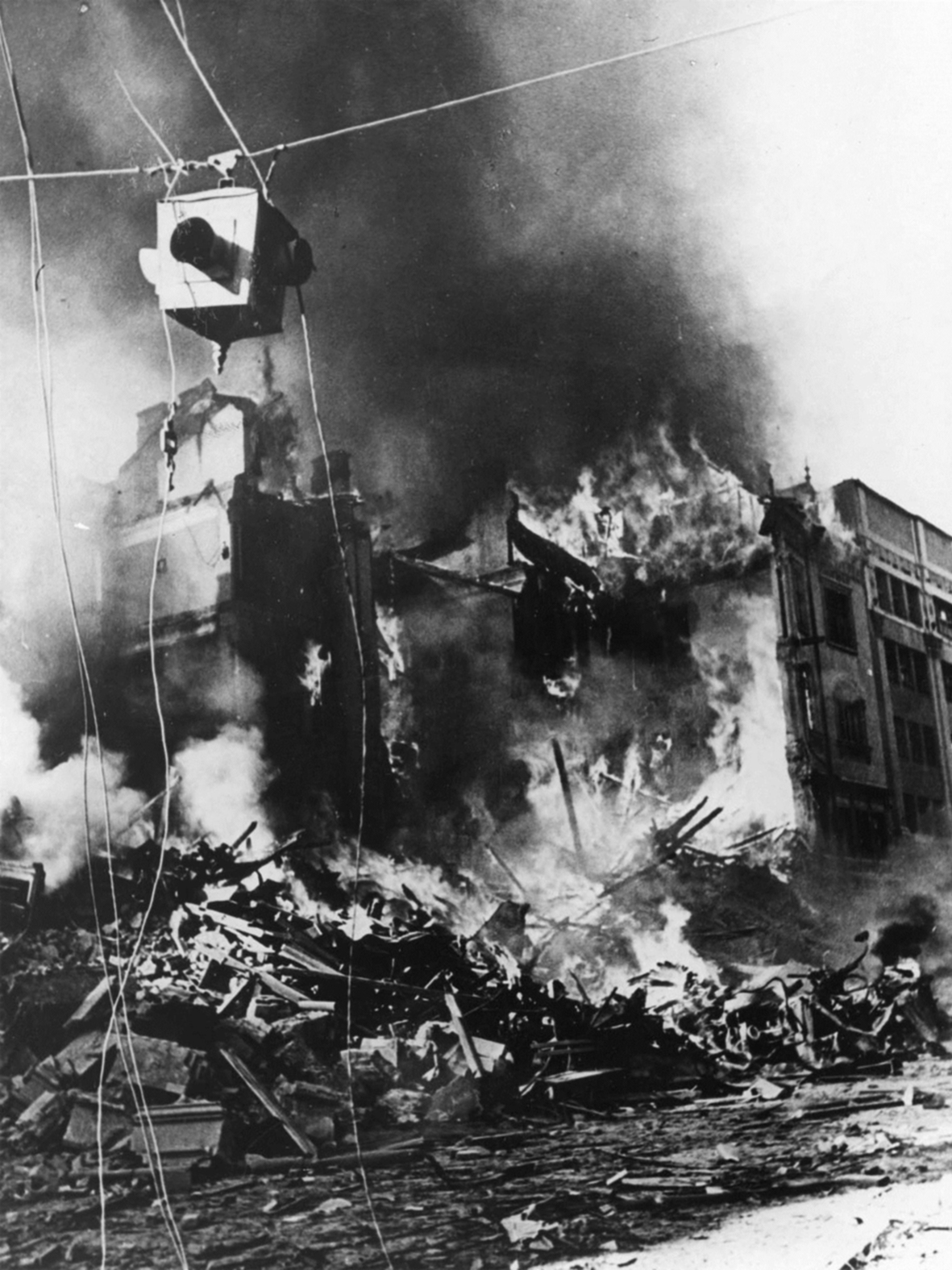
Пожежа на розі Прорізної і Хрещатика, 1941

Опис підриву Києва у романі «Хрещатий Яр» 

«Гримнув сильний вибух...

Ще пару кроків… — біжать люди, залиті кров'ю. 

Один з мокрою, яскраво-червоною хустинкою на голові. 

Другий з м’ясно-червоною маскою, замість обличчя. 

Третій… третій у короткій сорочці, 

що не закриває сорому… 

Ще один, — вже на ношах несуть. Та звідки ж це?

Всі триповерхові скляні вікна універмагу «Людмера» лежать на землі, скло це люто гарчить під ногами, а Мар'яна все ж добігає до рогу. Всі біжать їй назустріч, але ніхто, крім неї, — на Хрещатик.

Над купою руїн — височенний стовп диму й пилу. По другім боці Прорізної… — дитячий магазин… горить, як іграшкова різдвяна ялинка. Напроти магазин спортивного приладдя — палахкотить. Посеред порожнечі вулиці ноші, купка військових…

Цього Хрещатика більш вона вже не побачить, та й ніхто. Відійшов він у країну спогадів, як і той давній Хрещатий Яр, що дав назву цій центральній київській вулиці. На цьому Хрещатику так тепер тихо, як і тоді, коли він ще був Хрещатим Яром. Тільки тоді на лузі корови паслися, річечка жебоніла під вербами, а тепер — вогонь, порожнеча, мертва завороженість, моторошна пауза перед чимось страшним…

Цілий день горить універмаг, а над вечір вогні обох боків Лютеранської злилися докупи й утворили грандіозну вогневу завісу над просвітом Хрещатика.

Возять уже воду цистернами з ярів, з підземних резервуарів, що знайшли біля опери та пожежної команди. Ну, що ж, одне згасять, а друге займається…

День безрадности. Не згасає, а йде далі. Літаки кружляють над пожежею, прибула чужоземна, нібито з Варшави, пожежна команда, — а місто горить. Вже всі вулиці по обидва боки Хрещатицької долини у вогні, вогонь повзе вгору, займаються нові будинки, висаджують ще і ще…"
Докія Гуменна. «Хрещатий Яр»
Німці затримали радянських мінерів, зокрема лейтенанта Б.Левченка, командира взводу спецмінування Головного військово-інженерного управління. Офіцер видав детальний план мінування Києва і сам взяв участь у розмінуванні. 22 вересня німецьке командування розпорядилося очистити місто від мін і закликало містян повідомити про відомі їм випадки мінування київських будівель. Німецькі сапери тільки з будівлі Музею Леніна вилучили близько трьох тонн тринітротолуолу разом із радіокерованими мінами Ф-10.
Однак не все вдалося розмінувати. 24 вересня на Хрещатику пролунав вибух. Підірвали «Дитячий світ» і колишню кондитерську на вул. Хрещатик, 27 і 28/2, де розміщувалися штаб 454-ї охоронної дивізії і пункт приймання від населення радіоприймачів і протигазів. Від детонації спрацював вибуховий пристрій в готелі «Спартак» на Хрещатику, 30/1, який займала військова комендатура.
За свідченнями генерала НКВС В. Дроздова, «під уламками загинули сотні гітлерівських офіцерів». А згідно зі спеціальним повідомленням НКВС УРСР від 4 грудня 1941 року, «в результаті вибуху будівлі німецької комендатури загинуло до 300 німців, кілька десятків автомашин»). Однак військовий комендант Києва генерал-майор Курт Ебергард залишив повідомлення, що внаслідок вибуху загинуло значно більше мирних киян, які прийшли здавати свої радіоприймачі або стояли в черзі в комендатуру на реєстрацію, ніж німців. 
Від вогню зайнялись інші споруди. Пожежі, яка охопила майже весь Хрещатик і прилеглі вулиці, сприяло те, що більшість будинків мали дерев'яні перекриття і перегородки, а у дровітнях й підвалах зберігалися дрова і вугілля, а на кухнях — гас. 25 вересня німці організували евакуацію мешканців центральних вулиць і підірвали ще кілька будівель, щоб спинити поширення вогню. Однак пожежа тривала до 29 вересня. 

## Руйнування Успенського собору

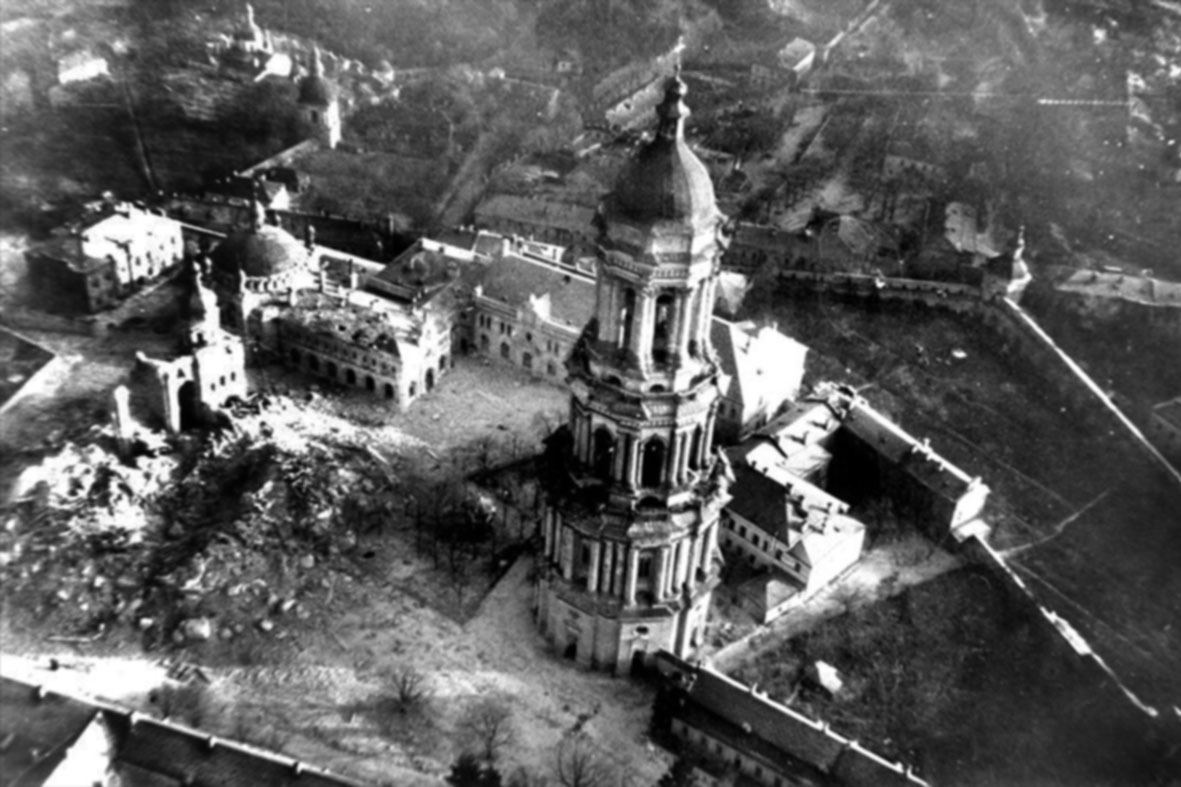
Зруйнований Успенський собор

Руйнування стародавнього Києва розпочалося ще у попередні роки, коли більшовики в рамках боротьби з релігією знищили видатні архітектурні пам'ятки, як, наприклад, Михайлівський Золотоверхий монастир. Протягом Другої світової війни місто продовжили руйнувати.
У вересні 1941 року планувалося підірвати Софійський собор. Однак пам'ятку від знищення врятував директор Софійського заповідника Олексій Повстенко, який повідомив мінерам, що в «Софії» немає підвалів, куди можна було б закласти вибухівку.
20 вересня 1941 року радянські сапери підірвали оглядовий майданчик Верхньої Лаври. Диверсантам удалося знищити німецьку зенітну батарею та вбити командира артилерійського управління 29-го армійського корпусу вермахту полковника (генерала посмертно) Ганса-Генріха Фрайгера фон Зейдліца-унд-Ґолау.
3 листопада  1941 року стався вибух. Висадили в повітря Успенський собор Києво-Печерської лаври. Вочевидь, радянські диверсанти прагнули убити президента Словаччини Йозефа Тисо та високопосадовців окупаційної влади, які мали оглянути лавру.
Про події у лаврі своєму керівництву доповів начальник поліції безпеки та СД: «Президент Тисо приїздив 3 листопада 1941 року до міста Києва і відвідав собор Лаври. Він увійшов зі своїми супутниками близько 11.40 до собору і залишив монастирське подвір'я близько 12.30. За кілька хвилин до пів на третю всередині собору пролунав невеликий вибух. Один із охоронців-поліціянтів, що стояли неподалік, побачив постаті трьох утікачів, яких розстріляли. Кілька хвилин по тому всередині собору відбулася потужна детонація, яка цілковито зруйнувала будівлю собору. Масу вибухівки, цілком імовірно, було закладено ще раніше. Тільки завдяки сумлінності оточуючого загону і пильній охороні всієї будівлі вибухи не сталися раніше. Очевидно, йдеться про замах на життя президента Тисо. Троє можливих учасників замаху неможливо ідентифікувати, оскільки вони не мали при собі хоч би якихось особистих посвідчень».

## Наслідки

### Людські втрати
Кількість загиблих під час вибухів невідома.
Водночас німецькі окупанти звинуватили у підриві диверсантів та євреїв. Лише за два дні 29 та 30 вересня 1941 року у Бабиному Яру розстріляли майже 34 тисячі євреїв.

### Матеріальні втрати
21 жовтня 1941 року газета «Українське слово» описала наслідки підриву історичного центра Києва:
|  | Горіла найкраща частина стародавньої столиці України. Цілком зруйновані і спалені Хрещатик, Миколаївська, Мерінгівська, Ольгинська вулиці і частина Інститутської, Лютеранської, Прорізної, Пушкінської, Фундуклеївської вулиць та Думської площі. Щось 200 великих житлових та адміністративних будинків було зруйновано вибухами і спалено. <…> Перший вибух хмарою диму затьмарив ясний день. Полум’я охопило крамницю «Дитячий Світ», яка містилась на розі Прорізної вулиці та Хрещатику. З цього почалося. Вибух чергувався за вибухом. Пожежа поширювалась уверх по Прорізній вулиці і перекинулась на обидва боки Хрещатика. Вночі кияни спостерігали велику криваву заграву, яка не вщухала, а невпинно розросталася. Більшовики зруйнували водогін. Пожежу гасити було неможливо. В той час вогонь був господарем – він жер і знищував будинок за будинком. Згоріло п’ять найкращих кінотеатрів, театр юного глядача, театр КОВО, радіотеатр, консерваторія та музична школа, центральний поштамт, будинок міськради, два найбільших універмаги, п’ять найкращих ресторанів та кафе, цирк, міський ломбард, п’ять найбільших готелів («Континенталь», «Савой», «Грандотель» та інші), центральна міська залізнична станція (квиткові каси), будинок архітектора та вчених, два пасажі, друкарня, восьма взуттєва фабрика, середня школа, понад 100 найкращих крамниць. Загинуло багато бібліотек, цікавих документів, коштовних речей. Наприклад, в Київській консерваторії згорів великий орган і щось 200 роялів і піаніно. |

У цілому у вересні були знищені одні з найкращих архітектурних зразків модерну, неоренесансу, неокласицизму і необароко.
У листопаді було втрачено Успенський собор, унікальну пам‘ятку українського зодчества XI—XVIII ст.